# Ołeh Sałtoweć
Ołeh Anatolijowycz Sałtoweć (ukr. Олег Анатолійович Салтовець; ur. 3 lipca 1977 w Charkowie) – ukraiński koszykarz, występujący na pozycjach niskiego lub silnego skrzydłowego, reprezentant kraju.

## Osiągnięcia
Na podstawie, o ile nie zaznaczono inaczej.

### Drużynowe
- Mistrz Ukrainy (2012)
- Wicemistrz Ukrainy (2001, 2002, 2004, 2006–2008)
- Brązowy medalista mistrzostw Ukrainy (2003)
- Zdobywca Pucharu Ukrainy (2007)
- Finalista Pucharu Ukrainy (2006, 2008–2010)
- Uczestnik rozgrywek międzynarodowych:
  - Eurocup (2005–2007, 2011/2012)
  - EuroChallenge (2008–2011)

### Reprezentacja
- Uczestnik:
  - mistrzostw Europy (2011 – 17. miejsce)
  - kwalifikacji do Eurobasketu (2009)